# Mycocepurus obsoletus
Mycocepurus obsoletus är en myrart som beskrevs av Carlo Emery 1913. Mycocepurus obsoletus ingår i släktet Mycocepurus och familjen myror. Inga underarter finns listade i Catalogue of Life.